# Abbas Mirza

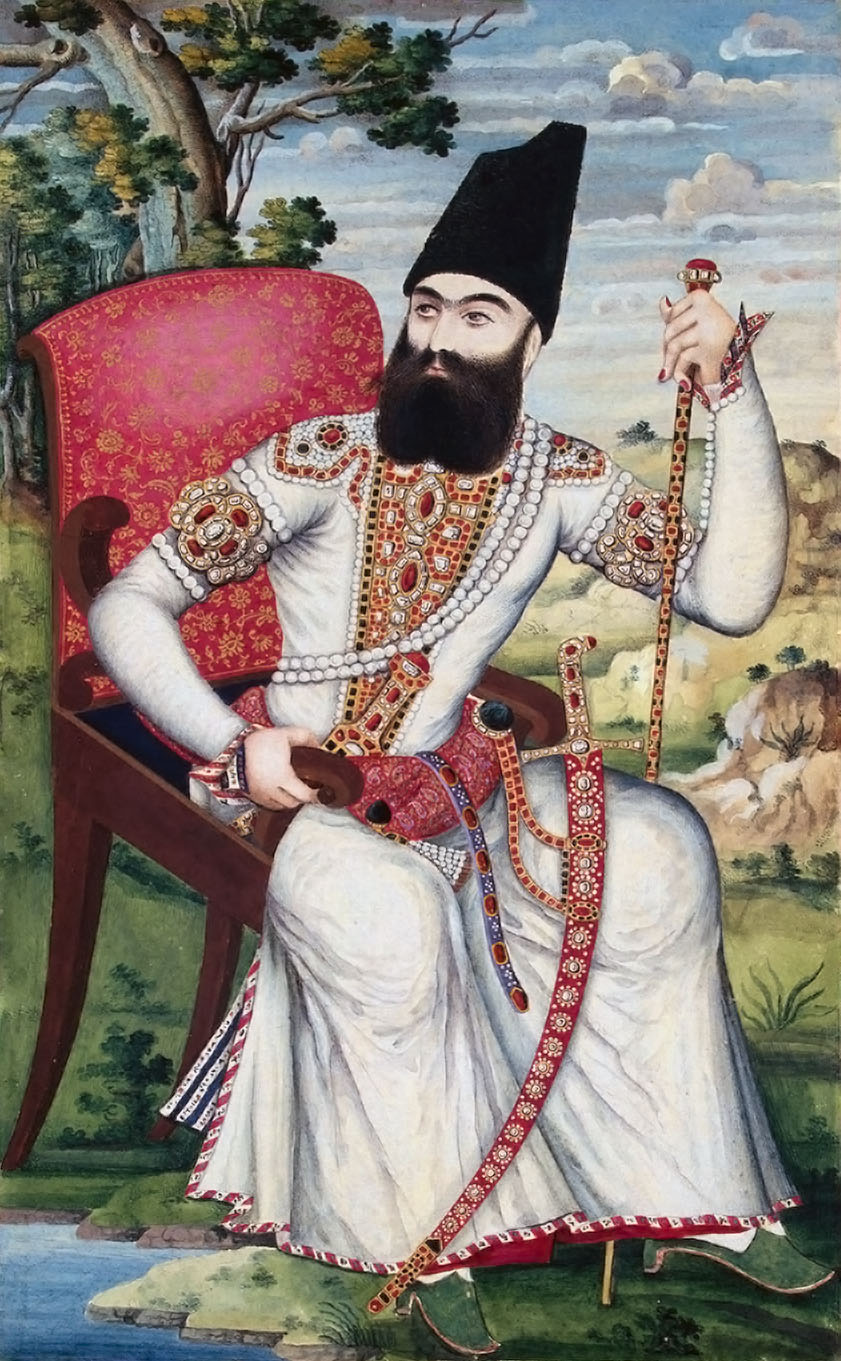
Książę Abbas Mirza

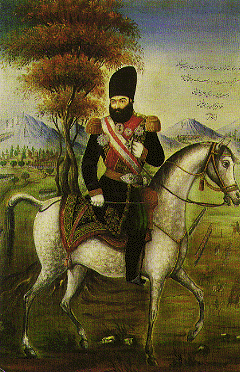
Abbas Mirza

Abbas Mirza (ur. 20 sierpnia 1789, zm. 25 października 1833) – perski następca tronu z dynastii Kadżarów.
Był synem Fath Ali Szaha (1797–1834) i oficjalnym następcą tronu. Dowodził armią perską w czasie wojen z Rosją w latach 1812–1813 i 1825–1828 oraz z Osmanami. Wojna z Osmanami została zakończona w roku 1823 podpisaniem traktatu pokojowego w Erzurum. W roku 1828 zorganizował wyprawę do Chorasanu w celu przywrócenia tam wpływów perskich, podczas której umarł w Meszhedzie. Jego syn, Mohammad Szah Kadżar (1834–1848), objął tron po śmierci Fath Ali Szaha w roku 1834.